# 341
| 341                |
| ------------------ |
| Dødsfald - Fødsler |
|                    |

| Gregoriansk kalender | 341 CCCXLI              |
| Ab urbe condita      | 1094                    |
| Armensk kalender     | I/T                     |
| Kinesiske kalender   | 3037 – 3038 庚子 – 辛丑 |
| Etiopisk kalender    | 333 – 334               |
| Jødisk kalender      | 4101 – 4102             |
| Hindukalendere       |                         |
| - Vikram Samvat      | 396 – 397               |
| - Shaka Samvat       | 263 – 264               |
| - Kali Yuga          | 3442 – 3443             |
| Iransk kalender      | 281 BP – 280 BP         |
| Islamisk kalender    | 290 BH – 289 BH         |

Se også 341 (tal)